# Meczet Amra Ibn al-Asa
Meczet Amra Ibn al-Asa (ar. مسجد عمرو بن العاص) – meczet w Kairze, w Egipcie. Był to pierwszy meczet zbudowany na terenie Afryki. Został ufundowany przez Amra Ibn al-As w 641 r.

## Historia
W 641 r. muzułmański dowódca wojskowy Amr Ibn al-As podbił Egipt. W miejscu stacjonowania obozu swoich wojsk w mieście Fustat ufundował meczet. Nazwa budowli pochodzi od imienia jego fundatora. Budowa rozpoczęła się w 641 r. W 673 r. Mu'awija I zburzył meczet oraz odbudował nowy, większy obiekt. Do analogicznej sytuacji doszło w 711 r. Prace mające na celu powiększyć meczet zakończyły się w 872 r. Rezultatem było dwukrotne zwiększenie powierzchni budowli. W trakcie wypraw krzyżowych miasto Fustat zostało spalone przez krzyżowców. Zniszczeniom uległ także meczet, jednak w 1172 r. został odbudowany przez Saladyna. W 1797 r. obiekt odremontowano, wzbogacając go o dwa minarety. W 1798 r. wojska Napoleona Bonaparte zniszczyły budowlę. W latach 40. XIX w. z polecenia Muhammada Alego odbudowano meczet, wykorzystując wcześniejsze projekty. W 1906 roku, za panowania Abbasa II Hilmi, obiekt został ponownie odrestaurowany.

## Uniwersytet
Meczet Amra Ibn al-Asa pełnił funkcję ośrodka naukowego. Przez wiele lat był najważniejszym centrum nauki i badań w Egipcie. W późniejszych latach służył także jako sąd.